# Sorry I Make You Lush
Albums de Wagon Christ
Kerrier District Lover's Acid
Sorry I Make You Lush est un album de musique électronique de Wagon Christ, sorti en 2004 sur le label Ninja Tune.

## Titres
| 1.    | Saddic Gladdic        | 4:52 |
| 2.    | I'm Singing           | 5:43 |
| 3.    | The Funnies           | 3:56 |
| 4.    | Shadows               | 4:26 |
| 5.    | Quadra Y Discos       | 5:41 |
| 6.    | UBFormby              | 3:36 |
| 7.    | Sci-Fi Staircase      | 7:00 |
| 8.    | Sorry I Make You Lush | 3:44 |
| 9.    | Kwikwidetrax          | 5:47 |
| 10.   | Nighty Night          | 4:24 |
| 47:09 |                       |      |